# Letis alauda
Letis alauda är en fjärilsart som beskrevs av Achille Guenée 1852. Letis alauda ingår i släktet Letis och familjen nattflyn. Inga underarter finns listade i Catalogue of Life.